# Гофман, Хайнц
Хайнц (при рождении — Карл) Го́фман (нем. Karl Hoffmann, Karl-Heinz Hoffmann, Heinz Hoffmann, 28 ноября 1910 года, Мангейм — 2 декабря 1985 года, Штраусберг) — военный и политический деятель ГДР, один из высших офицеров Национальной народной армии ГДР, в 1960—1985 годах министр национальной обороны ГДР, генерал армии (1961 год).

## Молодость
Из рабочей семьи. Сын Карла и Марии Гофман. После смерти мужа в июле 1919 года Мария Гофман вышла замуж за Генриха Вюрца. Окончил школу в Мангейме. В 1925—1930 годах проходил обучение по специальности слесарь по ремонту моторов. В 1926 году вступает в Коммунистический союз молодёжи Германии. В 1930 году вступает в Коммунистическую партию Германии. В 1930—1932 годах работает слесарем по ремонту моторов на Мангеймском моторном заводе. В 1932—1933 годах — безработный. После прихода к власти в Германии Гитлера КПГ была запрещена. В 1933—1935 годах Гофман, будучи членом руководства КПГ Мангейма и затем Баден-Пфальца занимается подпольной коммунистической деятельностью.

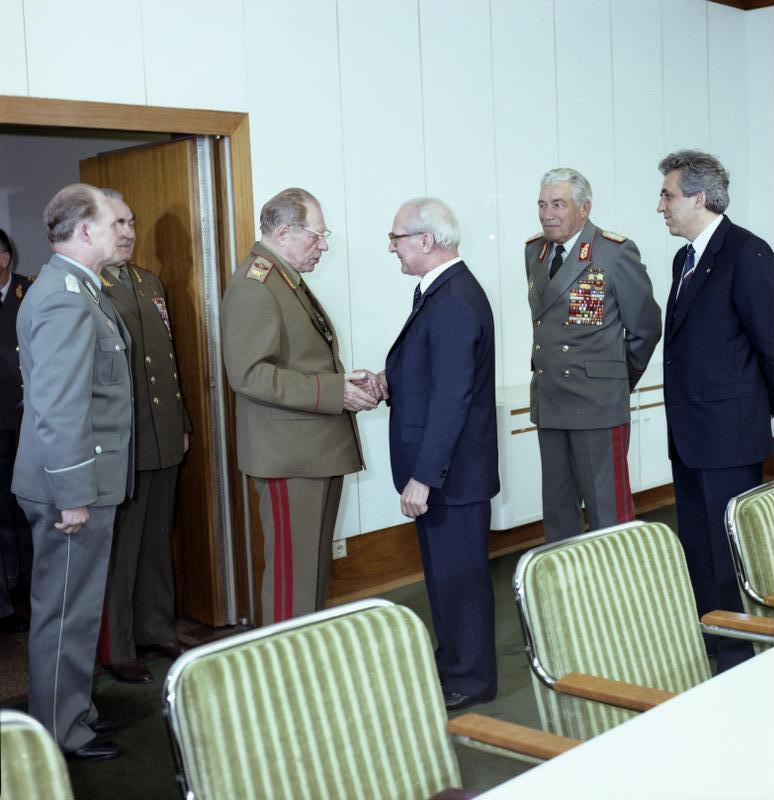
Гофман (второй справа) на встрече Эриха Хоннекера с министром обороны СССР маршалом Д. Ф. Устиновым (28 июня 1984 года)

## Эмиграция
В 1935 году, под угрозой ареста, Гофман был вынужден покинуть Германию. Через Чехословакию под псевдонимом Хайнц Рот (этим псевдонимом он пользовался до 1945 года), Гофман эмигрирует в СССР. Позже он вспоминал:«В течение моего десятилетнего изгнания я использовал „Хайнц“ как моё имя, и оно стало настолько привычным, что я пользовался им и впоследствии». В 1935—1936 годах Гофман учится в Международной ленинской школе в Москве. С ноября 1936 года по февраль 1937 года он посещает специальные курсы в Рязани, организованные Военной академией им. Фрунзе (учится обращаться с советским стрелковым оружием, изучает военную топографию и средства связи и т. д.). После завершения курсов Гофман получает звание лейтенанта и характеристику «отлично».
17 марта 1937 года он прибывает в Испанию в качестве инструктора по обращению с советским оружием в учебный батальон 11-й интербригады. 27 мая 1937 года Гофман становится военным комиссаром батальона «Ганс Беймлер» 11-й интербригады. 7 июля 1937 года он принял командование батальоном «Ганс Беймлер» после того, как прежний его командир, капитан Хайнц Шрамм, был ранен. 8 июля 1937 года сам был ранен в лицо в ходе Брунетской наступательной операции. 24 июля 1937 года серьёзно ранен в ноги и живот южнее Кихорны артиллерийским огнём противника, госпитализирован в Мадрид и позже в Барселону.
В июне 1938 года покинул Испанию и был помещён в больницу в Обоне (Франция), где находился до начала лета 1939 года, когда через Гавр на советском госпитальном судне вернулся в СССР. До конца апреля 1940 года находился в Боткинской больнице в Москве. До конца июня 1940 года отдыхал и восстанавливался в санатории «Большевик» в Ялте. После этого жил в Доме отдыха для ветеранов-участников Гражданской войны в Испании в Переделкино под Москвой. В марте-июле 1941 года учился на специальных курсах при Исполнительном комитете Коминтерна в Пушкино.
Летом 1941 года посещал специальные курсы «Борьба во вражеском тылу» (нем. «Kampf im gegnerischen Hinterland») в лагере недалеко от Москвы. После начала войны в июне-октябре 1941 года работал в лагерях для военнопленных в качестве переводчика. В ноябре 1941 года — марте 1942 года — главный политрук в Спасо-Заводском лагере для военнопленных в Казахской ССР. В апреле 1942 года — апреле 1945 года — политрук и преподаватель в Центральной антифашистской школе в Оранках и Красногорске. В апреле — декабре 1945 года — инструктор, и позднее, начальник Партийной школы КПГ (№ 12) в Сходне.

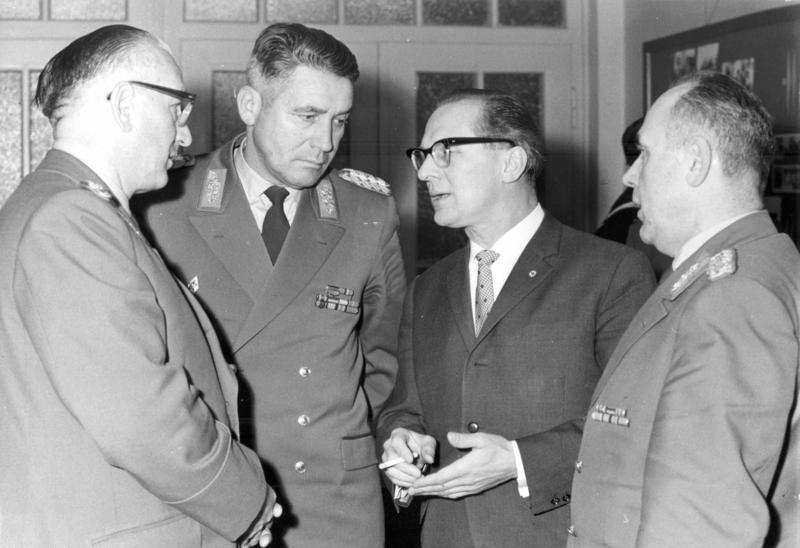
Хайнц Гофман (второй слева) вместе с Эрихом Хоннекером и генералами Вагнером и Алленштайном на собрании делегатов от ННА перед 6-м съездом СЕПГ (1 декабря 1962 года)

## На службе ГДР
2 января 1946 года Гофман возвратился в советскую оккупационную зону в Восточной Германии. В январе 1946 года — сентябре 1947 года он сотрудник ЦК КПГ, а затем Исполнительного комитета СЕПГ, а также личный помощник Вильгельма Пика, а с конца февраля 1946 года — Вальтера Ульбрихта. В 1946 году вступил в СЕПГ. Социалистическая единая партия Германии была образована 21—22 апреля 1946 года путём слияния КПГ и СДПГ. Вильгельм Пик и Отто Гротеволь, соответственно лидеры обеих партий, стали одновременно руководителями новой партии.
С сентября 1947 года по июнь 1949 года Гофман — секретарь Берлинского земельного руководства СЕПГ. 1 июля 1949 года он получает звание генерал-инспектора и назначается вице-президентом Германского управления внутренних дел и начальником Главного политико-культурного отдела. Этот пост он занимает до 25 апреля 1950 года. В июле 1950 года он становится кандидатом в члены ЦК СЕПГ, а в 1952 году — членом ЦК СЕПГ. С 26 апреля 1950 года по 30 июня 1952 года Гофман — начальник Главного управления боевой подготовки (нем. Hauptverwaltung für Ausbildung (HVA)). С 15 октября 1950 года до своей смерти он был членом Народной палаты ГДР.
С 1 июля 1952 года по 14 октября 1955 года Гофман — заместитель министра внутренних дел и начальник Казарменной народной полиции. В 1952—1955 годах он является также членом (с 1953 года председателем) коллегии Министерства внутренних дел (в августе-сентябре 1953 года переименована в коллегию Казарменной народной полиции).
С декабря 1955 года по ноябрь 1957 года Гофман проходит обучение в Военной академии Генерального штаба Вооружённых сил СССР. Гофман и 11 других офицеров были первыми представителями Восточной Германии, прошедшими двухгодичный курс обучения на оперативно-стратегическом уровне в Академии Генерального штаба. В их числе были генерал-майор Рудольф Дёллинг, генерал-майор Курт Вагнер, генерал-майор Генрих Гейтч, генерал-майор Зигфрид Вайсс, полковники Мартин Блек, Ганс Эрнст, Гельмут Гёпферт, Вернер Крюгер, Фридвальд Ольман, Зигфрид Ридель и подполковник Вилли Мирчин.
После возвращения в ГДР, с 1 декабря 1957 года по 1 марта 1958 года Гофман служит первым заместителем министра национальной обороны ГДР. Одновременно, с 1957 года и до самой смерти в 1985 году он является членом (с 1960 года — председателем коллегии Министерства национальной обороны. С 1 марта 1958 года и по 1 июля 1960 года он — первый заместитель министра национальной обороны и начальник главного штаба ННА. С 14 июля 1960 года до 2 декабря 1985 года Гофман — министр национальной обороны ГДР и член Совета национальной обороны ГДР. 1 марта 1961 года ему присвоено звание генерала армии. С 1969 года одновременно он — член Комитета министров обороны стран-участниц Организации Варшавского договора 

Х. Гофман (1-й справа), Руководители ГДР, ГСВГ и Посольства СССР на возложении венков. Берлин 1982

С 1973 года он также является членом Политбюро ЦК СЕПГ. В 1975 году Партийным университетом им. Карла Маркса ему присвоена почётная степень доктора философии «За выдающиеся достижения в области марксистско-ленинской теории и ленинистской военной политики». В 1981 году были изданы мемуары Гофмана «Мангейм-Мадрид-Москва. Пережитое за три десятилетия» (нем. «Mannheim-Madrid-Moskau. Erlebtes aus drei Jahrzehnten»), охватывающие период его жизни с 1910 года по 1941 год. 2 декабря 1985 года умер от острой сердечной недостаточности, был похоронен на Центральном кладбище Фридрихсфельде, месте упокоения многих широко известных коммунистов, социалистов и социал-демократов, включая Розу Люксембург, Карла Либкнехта, Вильгельма Пика, Вальтера Ульбрихта, Отто Гротеволя, Эриха Вайнерта и Эрнста Тельмана.

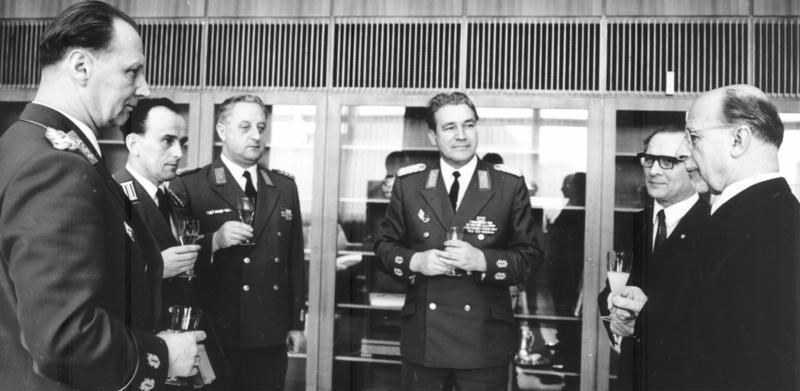
Гофман (третий справа) вместе с Эрихом Хоннекером и Вальтером Ульбрихтом присутствует на присвоении генеральских званий офицерам ННА (27 февраля 1967 года)

В 1986 году Гротткауэр-Штрасе в районе Хеллерсдорф была переименована в Хайнц-Гофман-Штрассе. В 1992 году ей вернули прежнее название. 24 февраля 1986 года имя Хайнца Гофмана было присвоено 9-й танковой дивизии. Это была первая и единственная дивизия ННА, носившая помимо номера и имя.
В 1989 году были посмертно опубликованы мемуары Гофмана «Москва — Берлин. Воспоминания о друзьях, соратниках и обстоятельствах» (нем. «Moskau-Berlin. Erinnerungen an Freunde, Kampfgenossen und Zeitumstände»), охватывающие период его жизни 1941—1957 годов.

## Семья
С первой женой Клавдией Ивановной Князевой Гофман встретился в 1940 году, когда жил в Переделкино. От этого брака у них родилось двое сыновей, Юрий и Александр. Младший, Александр, в возрасте 20 лет погиб в дорожной аварии, вскоре после получения звания лейтенанта ННА. Через два года после смерти первой жены (28 марта 1952) Гофман женился во второй раз, на медсестре Галине из государственного госпиталя. От этого брака тоже родились двое детей. В 1964 году они развелись. Гофман впоследствии женился в третий раз, на фельдфебеле Гизеле Зауэр, от которой имел трёх детей. Они оставались вместе до самой его смерти в 1985 году.

## Воинские звания
- генерал-инспектор — 1 июля 1949 года;
- генерал-лейтенант — 1 октября 1952 года;
- генерал-полковник — 7 октября 1959 года;
- генерал армии — 1 марта 1961 года.

## Награды
- Звание «Герой ГДР» (две награды: 28 ноября 1975 года, 28 ноября 1980 года);
- Орден Карла Маркса (три награды);
- Почётная Пряжка к Ордену за Заслуги перед Отечеством в золоте;
- Орден За заслуги перед Отечеством в золоте (1954 год);
- Орден Шарнхорста (три награды, первое награждение Орденом Шарнхорста произведено 1 марта 1966 года, Гофман получил орден из рук Вальтера Ульбрихта и стал первым кавалером этого ордена);
- Военный орден «За заслуги перед народом и Отечеством» в золоте;
- Медаль За Борьбу против Фашизма в 1933—1945 годах;
- Медаль Ганса Беймлера;
- Орден Знамя Труда в золоте (две награды);
- Медаль За Заслуги перед ГДР;

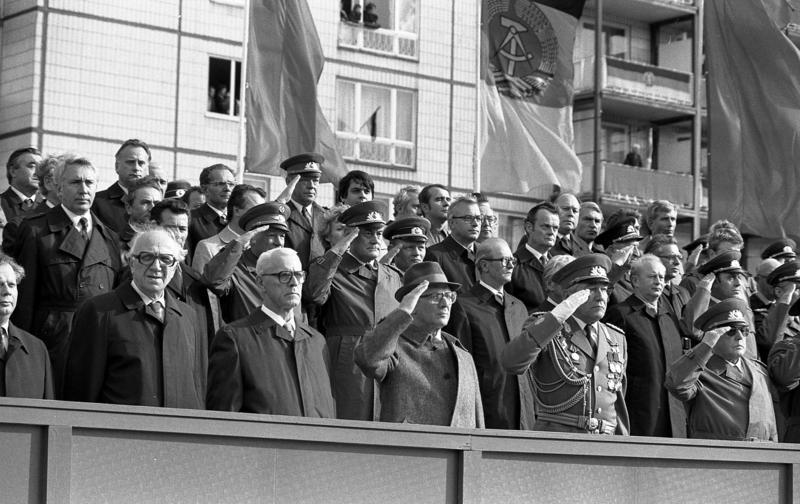
Хайнц Гофман (второй справа в нижнем ряду) на военном параде в честь 32-й годовщины образования ГДР (7 октября 1981 года)

- Медаль За Заслуги перед органами МВД в золоте;
- Медаль Братство по Оружию в золоте;
- Медаль За Заслуги перед Германскими Национальными Железными Дорогами;Хайнц Гофман (второй справа в нижнем ряду) на военном параде в честь 32-й годовщины образования ГДР (7 октября 1981 года)

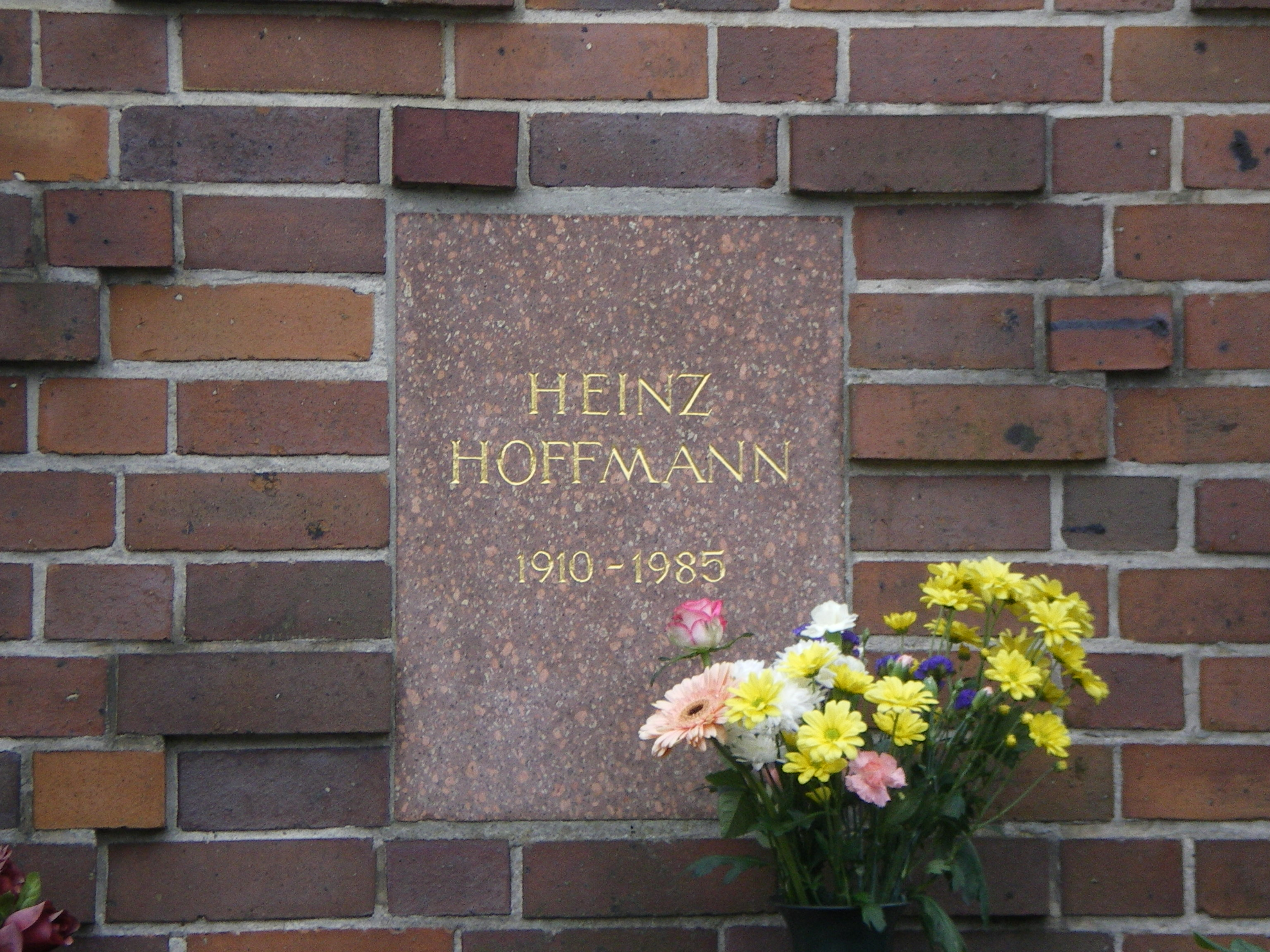

### Награды СССР
- два ордена Ленина (в том числе 27.11.1980);
- Орден Октябрьской Революции;
- Орден Красного Знамени (8.05.1965);
- Орден Отечественной войны 1-й степени;
- Медаль «В ознаменование 100-летия со дня рождения Владимира Ильича Ленина»;
- Медаль «Тридцать лет Победы в Великой Отечественной войне 1941—1945 гг.»;
- Наградной Знак Военной Академии им. К. Е. Ворошилова.

### Другие награды
- Орден Югославского Знамени с лентой (СФРЮ);
- Орден Трудового Красного Знамени (ВНР);
- Орден Государственного флага (КНДР) 1-й степени;
- Медаль «За укрепление дружбы по оружию» 1-й степени (ЧССР);
- Медаль «Братство по оружию» (ПНР);
- Медаль Братство по Оружию в золоте (ВНР);
- Медаль Братство по Оружию (НРБ).